# Pandaka pygmaea
Pandaka pygmaea é uma espécie de peixe da família Gobiidae e da ordem Perciformes.

## Morfologia
- Os machos podem atingir 1,1 cm de comprimento total e as fêmeas 1,5.[5][6]

## Reprodução
É ovíparo.

## Alimentação
Alimenta-se de plâncton.

## Habitat
É um peixe de clima tropical (24 °C-30 °C) e demersal.

## Distribuição geográfica
É encontrado em: Filipinas, Singapura e Indonésia (Bali e Sulawesi).

## Observações
É inofensivo para os humanos.